# Зомбори, Вильмош
Вильмош Зомбори (рум. Vilmos Zombori, венг. Zombori Vilmos; 11 января 1906, Тимишоара — 17 января 1993) — румынский футболист венгерского происхождения, игравший на позиции вратаря. Лучший бомбардир чемпионата Румынии среди вратарей за всю историю (забил 5 голов).

## Карьера

### Клубная
Всю свою карьеру провёл в командах Тимишоары: «Кинезул», «Рипенсия», ИЛСА и «Политехника». В составе «Рипенсии», играя вратарём, забил пять голов в чемпионате Румынии и стал лучшим бомбардиром среди вратарей (рекорд до сих пор не побит никем из вратарей чемпионата Румынии). Карьеру закончил в 1947 году, уже после Второй мировой войны. Трижды становился чемпионом Румынии и один раз выигрывал Кубок Румынии.

### В сборной
Сыграл шесть матчей за сборную Румынии, участвовал в чемпионате мира 1934 года.

## Достижения
- Чемпион Румынии: 1926/1927, 1932/1933, 1934/1935
- Победитель Кубка Румынии: 1933/1934